# بوستان جمشیدیه

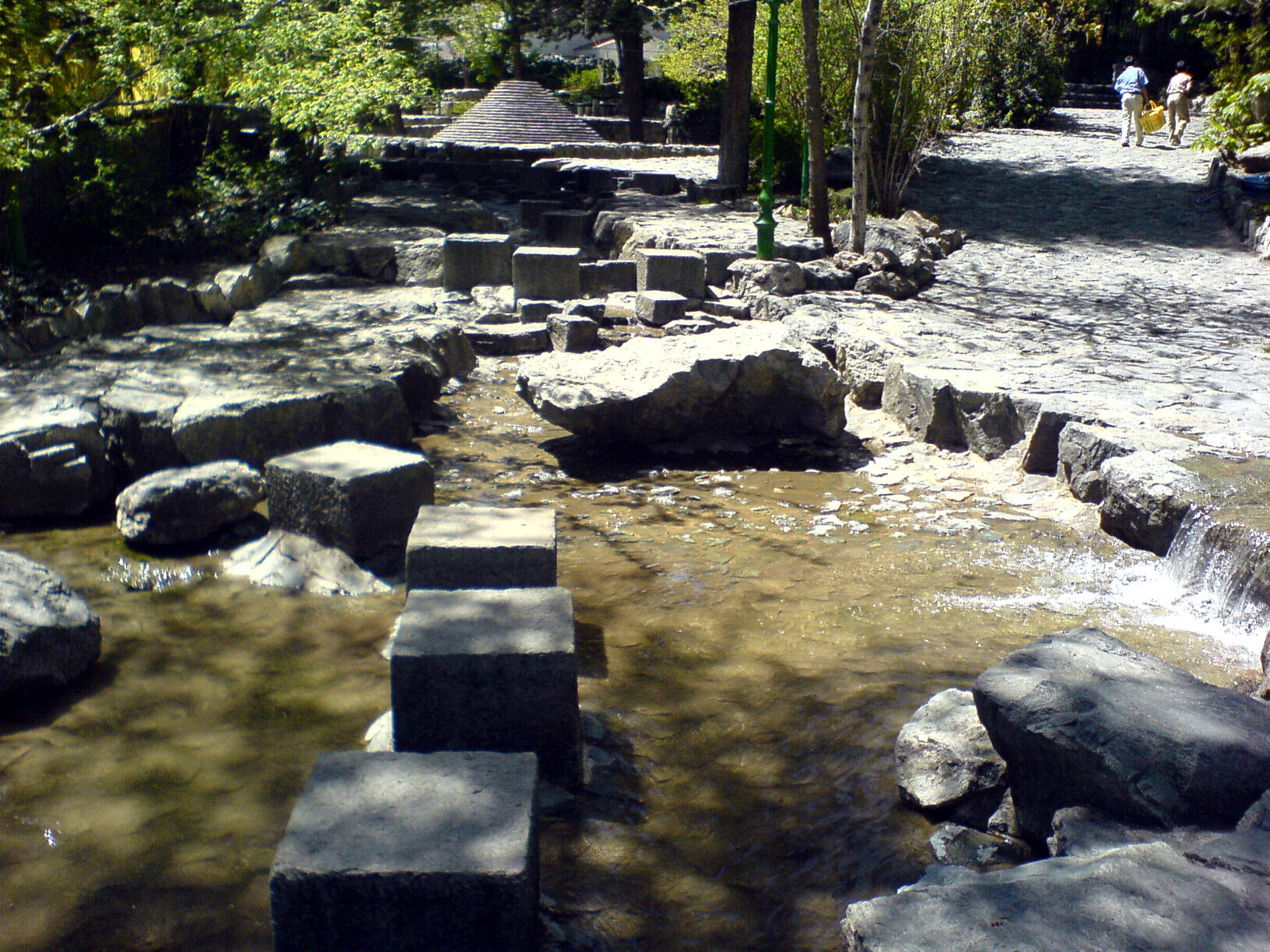
نمایی از درون بوستان جمشیدیه

بوستان جمشیدیه یا پارک سنگی جمشیدیه یکی از بوستان‌های تهران است که در ناحیه ۴ و منطقه ۱ شهرداری تهران و در بخشی از اراضی باغ‌های دولو قرار دارد. این پارک روزگاری متعلق به خاندان دولو بود که در دوره قاجار می‌زیستند. بوستانی که امروزه به آن «پارک جمشیدیه» می‌گویند، در واقع متعلق به فردی به نام جمشید دولو قاجار بوده‌است. املاک زیادی در تهران به نام طایفه دولو از مشهورترین خانواده‌های وابسته به قاجار، سند خورده بود، در شناسنامه تاریخی پارک جمشیدیه هم نام جمشید دولو قاجار به عنوان مالک زمین این بوستان ثبت شده‌است، مالکی که ملک ۶۹ هزار مترمربعی خود را به فرح پهلوی بخشید.

## تاریخچه
در ابتدا قرار بود که بنای یک سرای سالمندان در آن طرح‌ریزی شود اما این تصمیم هرگز به اجرا در نیامد و به سود احداث پارک عمومی و استفاده همگانی از صحنه کنار رفت و سال ۱۳۵۶ این منطقه شمایل یک پارک عمومی را پیدا کرد و به یکی از جاذبه‌های گردشگری و جاهای دیدنی تهران تبدیل شد. مراسم افتتاح بوستان جمشیدیه عصر روز سه شنبه ۵ اردیبهشت ۱۳۵۷ با حضور شاه و فرح و همچنین رپیس جمهور سنگال و همسرش برگزار شد.
بوستان جمشیدیه از بدو تأسیس، ۲ بار بازسازی شده‌است اما طراحی اصلی آن را کامران دیبا انجام داده‌است. وی در ۱۴ اسفند ۱۳۱۵ در تهران متولد شد و در سال ۱۳۳۵، تحصیل در رشته معماری در دانشگاه هاروارد را در شهر واشینگتن دی.سی. آغاز کر. او نقاش، شهرساز و معمار نوگرا و صاحب سبک ایرانی است که بناهای زیبا و ماندگاری همچون موزه هنرهای معاصر تهران، فرهنگسرای نیاوران، فرهنگسرای دانشجو، پارک شفق و غیره را در کارنامه خود دارد.
این بوستان بین سال‌های ۱۳۵۸ تا اویل ۱۳۷۱ به روی عموم بسته بود. در سال ۱۳۷۴، ۱۶ هکتار به وسعت پارک جمشیدیه افزوده شد که قسمت الحاقی به پاس ۳۰ سال رنج شاعر نامدار در سرایش شاهنامه، به نام «فردوسی» مزین شد؛ بوستان سنگی فردوسی با ابتکاراتی که برای احداث آن به کار رفته، از نظر جذب توریست با پارک اصلی در رقابت است.

## ویژگی‌های پارک
این پارک با مساحتی حدود ۱۰ هکتار در محله جمشیدیه و در شمال خیابان نیاوران قرار دارد. پارک جمشیدیه از شمال به کوه کلک‌چال، از جنوب به باغ دولو، از شرق به خیابان جمشیدیه و از غرب به جاده کلک‌چال محدود است. این پارک یکی از پارک‌های تاریخی تهران است.
از ویژگی‌های این پارک، دریاچه، آبشار مجاور و نیز آب‌نماهای سنگی است که جلوه‌ای خاص دارند.
این پارک در ابتدای مسیر اصلی صعود به پناهگاه کُلَک‌چال قرار دارد و کوهنوردان بسیاری از این مسیر برای صعود به آن استفاده کنند.
پارک جمشیدیه دارای چهار در ورودی است که ارتفاع در ورودی اول از سطح دریا ۱۸۲۰ متر و بالاتر از آن ۲۱۰۰ متر می‌باشد.
بر طبق نظرسنجی انجام شده مرکز تحقیقات و مطالعات رسانه‌ای همشهری، بوستان جمشیدیه پس از بوستان ملت دومین پارکی است که یک شهروند تهرانی به یک میهمان غیر تهرانی معرفی می‌کند.
از طراحان دیگر بوستان جمشیدیه از غلامرضا پاسبان حضرت، روح‌الله نیک خصال و محمد برقعی می‌توان نام برد.
برخی از مجسمه‌های سنگی موجود در این پارک توسط ناصر هوشمند وزیری مجسمه‌ساز بزرگ ایرانی ساخته شده‌است.

## باغ فردوسی
ساخت باغ فردوسی در سال ۱۳۷۵، انجام گرفت. این بوستان در راستای گسترش بوستان جمشیدیه است. مساحت پارک نزدیک به ۱۳۲٬۷۰۰ متر مربع است. آمیزش دو عنصر سنگ و گیاه در این پارک کوهستانی زیبایی خاصی را نمایان می‌سازد. مساحت گلکاری در این پارک ۶٬۳۱۷ متر مربع می‌باشد. در این پارک رستوران‌های گوناگونی وجود دارد که هر یک از آن‌ها نمادی از زیبایی و آداب و رسوم قوم‌های ایرانی را به نمایش می‌گذارند.
در سال ۲۰۰۱ جایزه بنیاد آقاخان به این باغ تعلق گرفت. طراح این باغ، غلامرضا پاسبان حضرت و فرهاد ابوضیا می‌باشند.

## امکانات رفاهی
از امکانات این بوستان می‌توان به آمفی تئاتر، رستوران، آب‌نما، مبلمان پارک (نیمک، سطل زباله، آبخوری، پایه چراغ)؛ فضای سبز (گیاهان پوششی، جنگلکاری، رز و درختچه، گل و گل‌کاری) نام برد. از دیگر امکانات رفاهی این پارک سرویس‌های بهداشتی و روشنایی در شب با به‌کارگیری از ۱۷۵ تیر روشنایی است.

## نگارخانه

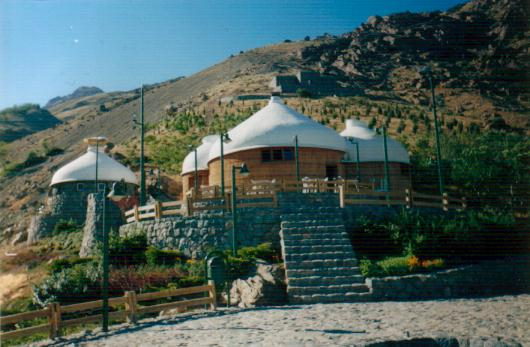
سفره‌خانهٔ «خانهٔ اقوام ترکمن» در ارتفاعات پارک جمشیدیه با ساختمانی به سبک یورت‌های ترکمنی
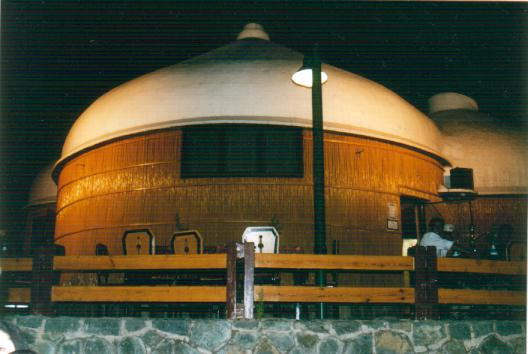
سفره‌خانهٔ «خانهٔ اقوام ترکمن» در شب
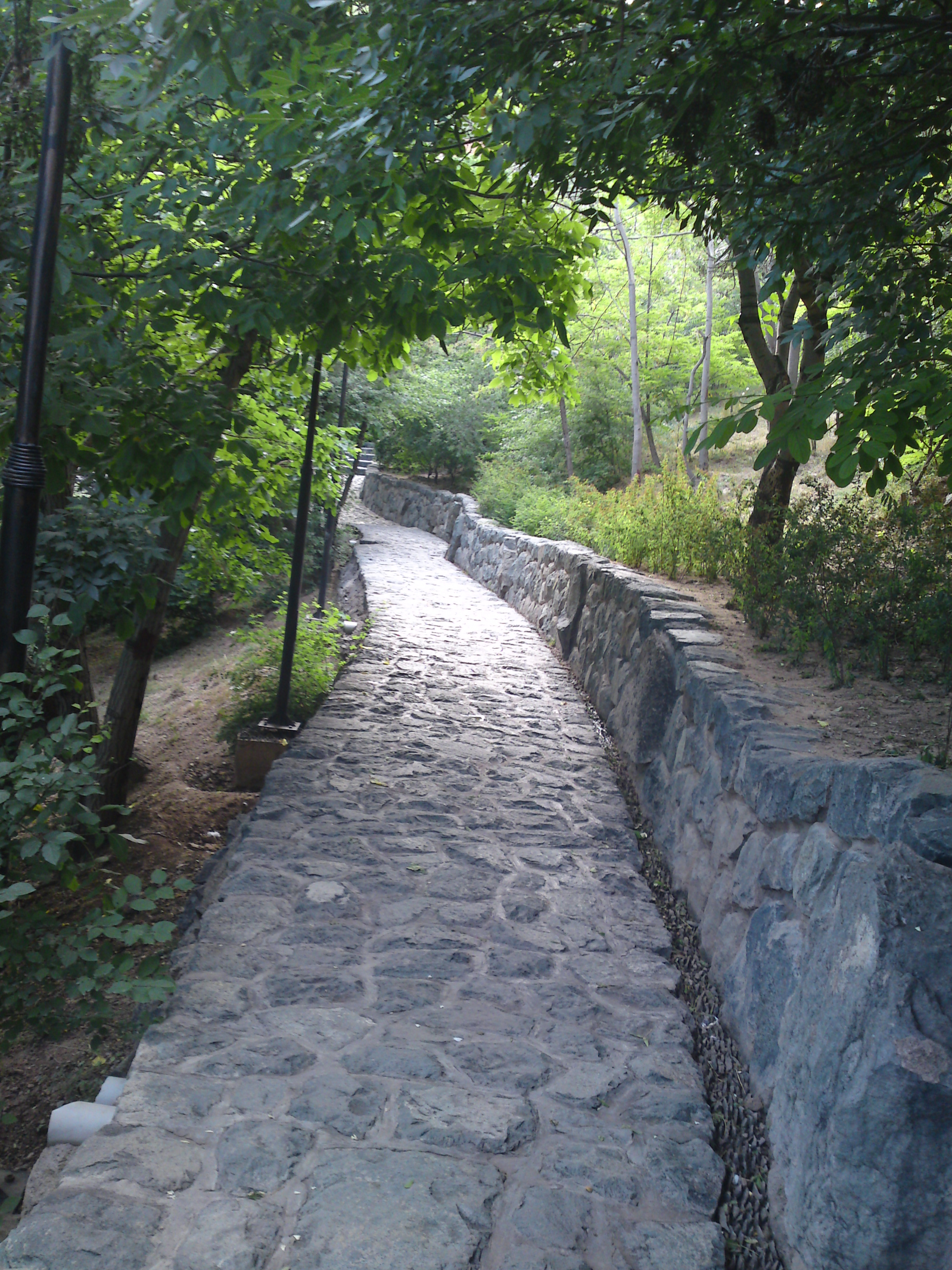
پارک جمشیدیه
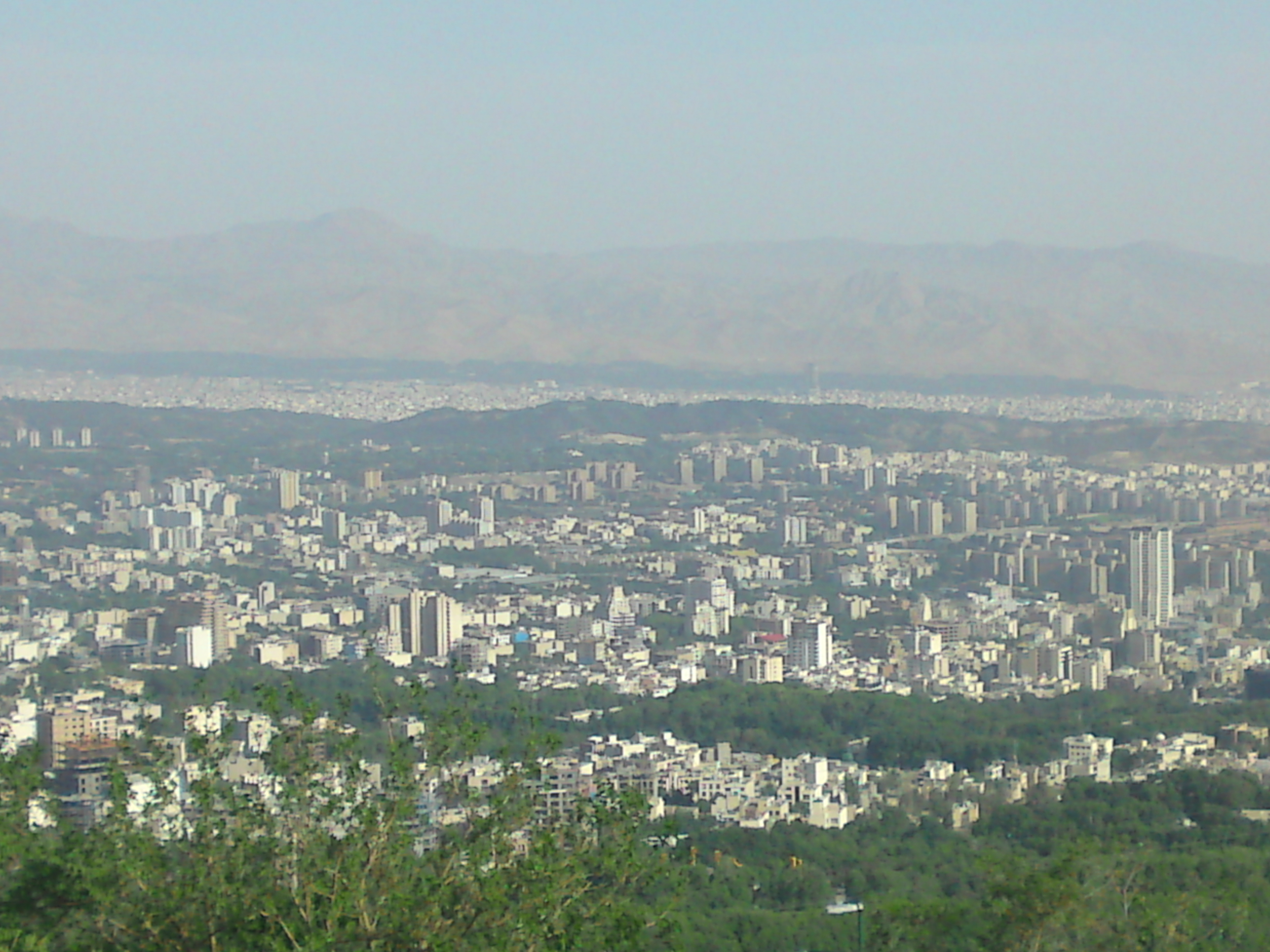
نمایی از شهر تهران از بالای پارک جمشیدیه
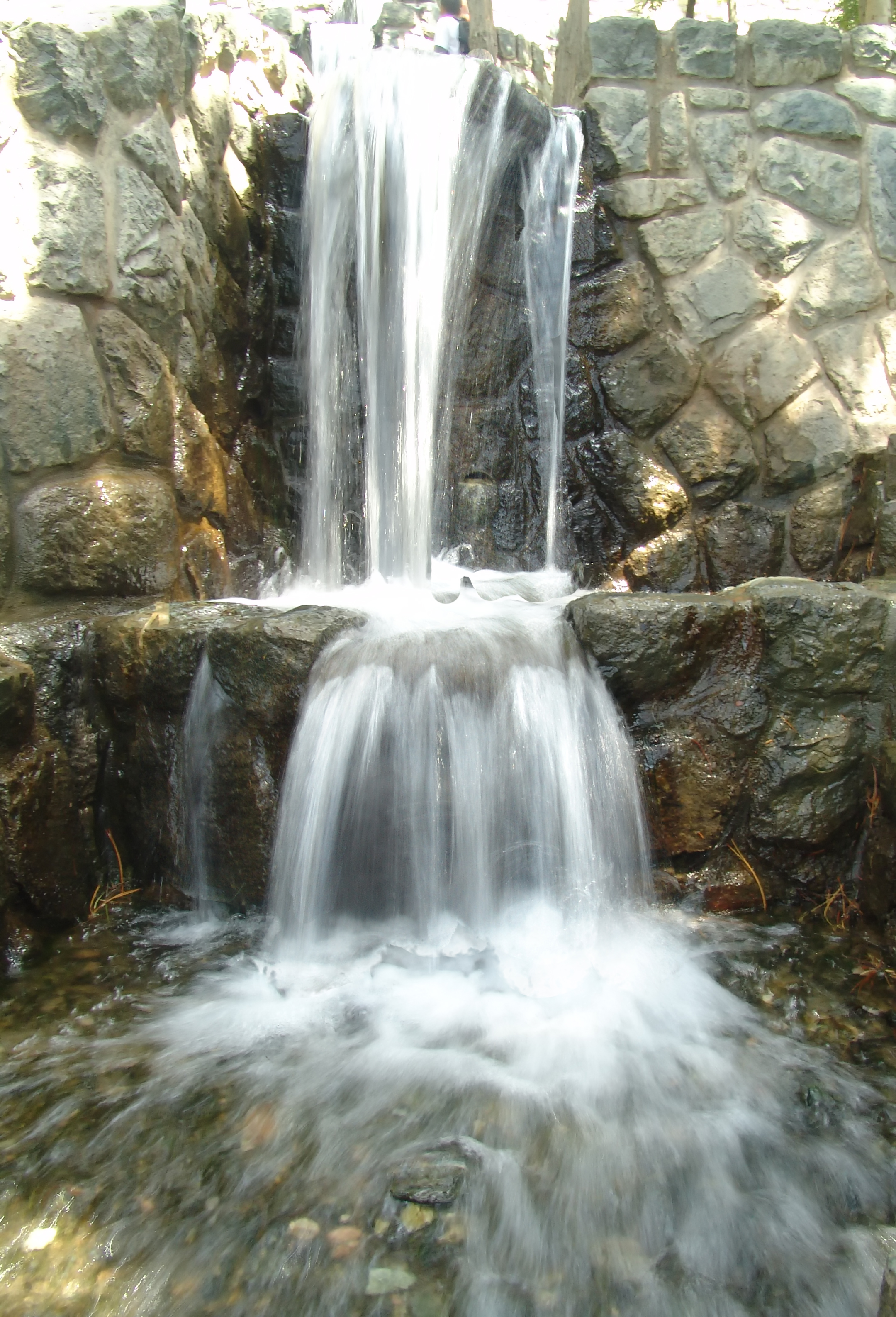
یکی از آبشارهای پارک